# 휴카드

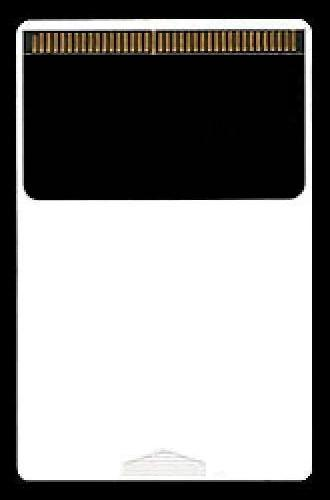
HuCARD

휴카드(HuCARD, 일본어: ヒューカード)는 허드슨 소프트와 미쓰비시 수지가 공동 개발한 IC 카드 형태의 롬 카트리지이며, NEC 홈 일레트로닉스에서 발매된 가정용 게임기 PC 엔진에서의 소프트웨어이다.
초기에는 2메가비트의 용량밖에 보존할 수 없었기 때문에, R-TYPE에서는 전편과 후편으로 나뉘어서 발매되기도 하였다.